# Гёксу (река, впадает в пролив Босфор)
Гёксу (тур. Göksu Deresi) — река в Турции. Берёт исток из водохранилища Эльмали. Впадает в пролив Босфор у махалле Анадолухисары (крепости Анадолухисар) на территории района Бейкоз провинции Стамбул, севернее летнего дворца Кючюксу и устья реки Кючюксу.
В античное время известна как Псиллис (др.-греч. Ψίλλις).
Дедушка Орхана Памука построил в начале XX века на Гёксу большую пеньковую фабрику, производившую широкий ассортимент товаров — от веревочек для сушки табака до корабельных канатов.

## Пресные воды Азии

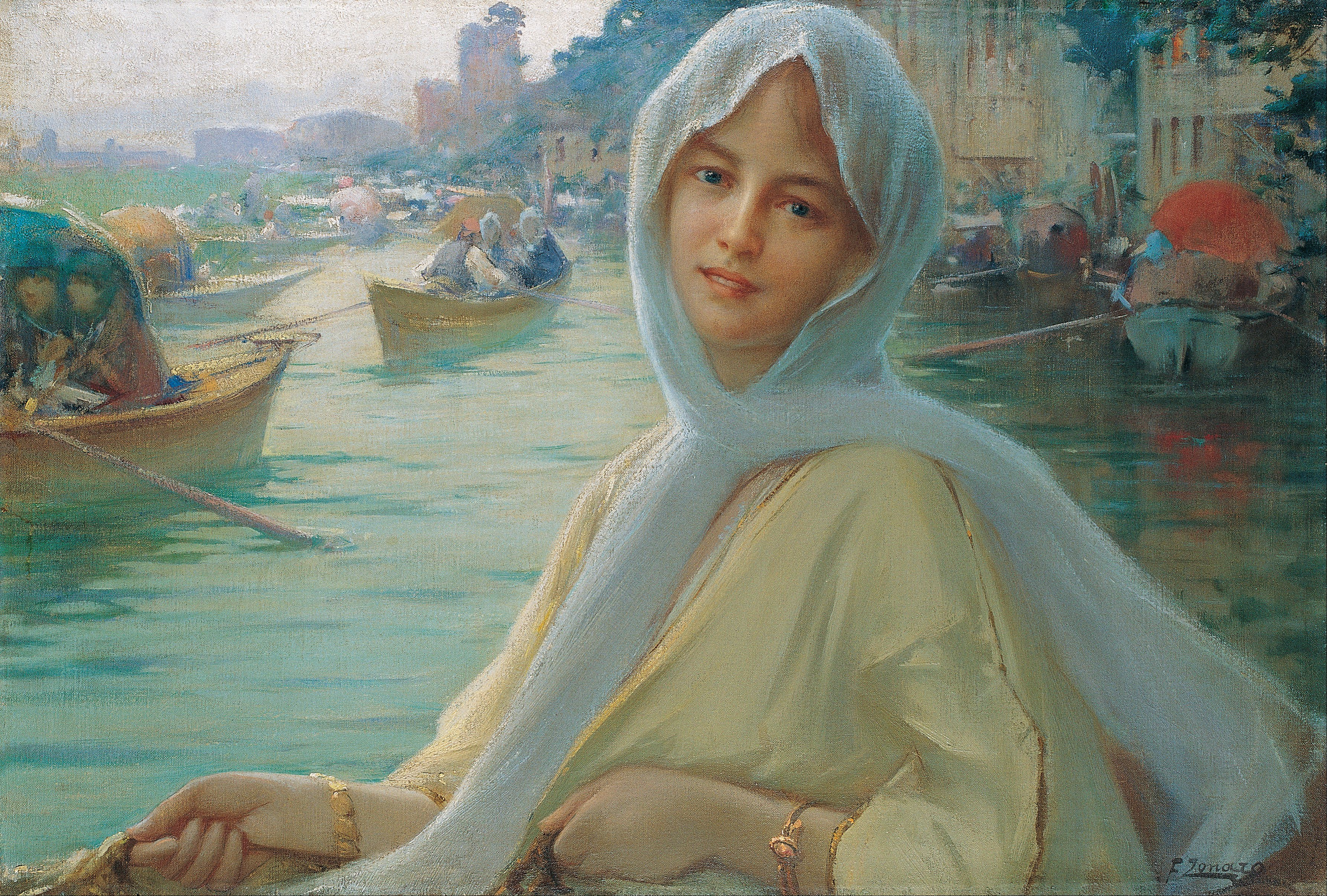
Фаусто Зонаро. Развлечение на Гёксу (начало XX века). Музей Пера

Устье рек Гёксу и Кючюксу было известно в византийское время как Потамион (греч. Ποτάμιον), а позднее среди европейцев как Пресные (сладкие) воды Азии (фр. Les eaux douces d'Asie). Пресные воды Азии как и Сладкие (пресные) воды Европы (фр. Les eaux douces d'Europe, устье рек Кягытхане и Алибей, а также северная часть бухты Золотой Рог) являлись в османскую эпоху излюбленным местом стамбульцев для гуляний.
Жерар де Нерваль так описывает Сладкие воды Азии:

Наша лодка вошла в реку Сладких вод. Высокие травы, из которых изредка вылетали болотные птицы, покрывали всё устье реки, напоминавшй мне нижнее течение Нила, там, где он впадает в озеро Пелузиум (Манзала), близ моря. Но природа здесь спокойнее; больше зелени, словно великолепие дельты Нила было переведено на язык Севера, утратив при этом красочность, как иногда случается, когда переводят с греческого языка на латинский.
Оригинальный текст (фр.)Notre barque entra dans la rivière des Eaux-Douces. De hautes herbes, d’où s’envolaient çà et là des échassiers, bordaient cette embouchure, qui me rappelait un peu les derniers courants du Nil se jetant près de la mer dans le lac de Péluse. Mais, ici, la nature, plus calme, plus verte, plus septentrionale, traduisait les magnificences du Delta d’Égypte, à peu près comme le latin traduit le grec… en l’affaiblissant.